# Leptocentrus nordicornis
Leptocentrus nordicornis är en insektsart som beskrevs av S. Ahmad och Mohammad 1994. Leptocentrus nordicornis ingår i släktet Leptocentrus och familjen hornstritar. Inga underarter finns listade i Catalogue of Life.